# John Barnes (Leichtathlet)
John Baird Barnes (* 12. Oktober 1929 in Tulsa, Oklahoma; † 25. August 2004 in Suffolk, Virginia) war amerikanischer Teilnehmer an den Olympischen Spielen 1952 im 800-Meter-Lauf, amerikanischer Meister und Staffelweltrekordler.

## Leben
Barnes war zu 50 % Sioux-Indianer. Aufgrund sehr guter läuferischer Leistungen in der Highschool wurde er von Payton Jordan für das Occidental College, einer kleinen Elite Universität in Los Angeles, rekrutiert. 1951 und 1952 wurde er College-Meister über 880 Yards, qualifizierte sich für die Olympischen Spiele 1952, wo er allerdings im Zwischenlauf ausschied. Auf dem Wege nach Helsinki stellte er zusammen mit Bill Ashenfelter, Reggie Pearman und Mal Whitfield einen Weltrekord in der 4-mal-880-Yards-Staffel mit 7:29,2 min in London auf.
Nach Ende der sportlichen Karriere arbeitete Barnes als Lehrer und Trainer. Da Trainer zu der Zeit in den USA als Berufssportler galten, war ihm eine Fortsetzung seiner Leichtathletikkarriere nach den Regeln der AAU verbaut.